# Широка, Филип
Филип Широка (алб. Filip Shiroka; 1859, Шкодер, Османская империя — 1935, Бейрут, Великий Ливан) — албанский поэт и деятель Албанского национального движения.

## Биография
Широка родился и вырос в Шкодере, где учился у францисканцев. Среди его учителей был поэт Леонардо Де Мартино (1830-1923), чьё влияние прослеживается во всём творчестве Широки. Раннее произведение Широки All'Albania, all'armi, all'armi! (Албания, к оружию, к оружию!) было националистической поэмой, призывавшей защищать Улцинь, написанной на итальянском языке и напечатанной в газете «L'Osservatore Cattolico» в Милане в 1878 году. Как и многие албанские интеллектуалы конца XIX века Широка провёл большую часть своей жизни вдали от родины. В 1880 году после поражения Призренской лиги он эмигрировал на Ближний Восток, проживая в Египте и Ливане, где работал инженером в железнодорожном строительстве. Широка стал членом общества «Vëllazëria Shqiptare» (Албанское братство), основанное в Каире в 1894 году албанской диаспорой.
Националистическая, сатирическая и медитативная поэзия Широки на албанском языке создавалась преимущественно с 1896 по 1903 год. Она появлялась в таких журналах, как Albania Фаика Коницы, албанских периодических изданиях в Египте, шкодерском религиозном ежемесячнике Elçija i Zemers t'Jezu Krisctit. Филип Широка, который также пользовался псевдонимами Геге Пострипа и Улькинаку, является автором по меньшей мере 60 поэм, трёх рассказов, статей и нескольких переводов, в частности религиозных произведений для католической литургии. Его поэтический сборник Zâni i zêmrës (Голос сердца), созданный на рубеже веков, был опубликован Ндоцем Никаем в Тиране в 1933 году, за два года до смерти Широки в Бейруте.

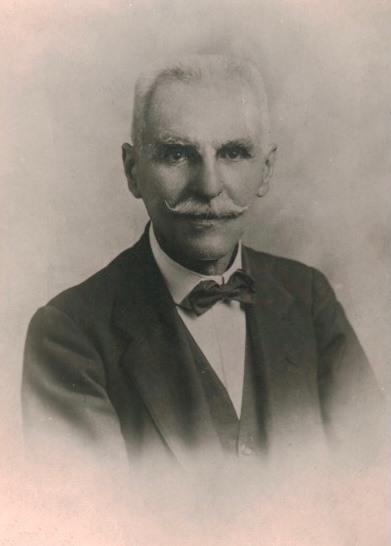

Поэзия Широки была вдохновлена французскими и итальянскими романтическими поэтами начала XIX века, такими как Альфред де Мюссе (1810-1857), Альфонс де Ламартин (1790-1869) и Томмазо Гросси (1790-1853), c творчеством которых он познакомился ещё в молодые годы в Шкодере. Широка стал известен как глубоко эмоциональный лирик с лингвистической чистотой, одержимый своей судьбой и судьбой своей далёкой родины. Продолжателем поэтической традиции Филипа Широки считается поэт-диссидент Хавзи Нела, казнённый в 1988 году.